# Municipis de Montevideo
Els municipis de Montevideo (en castellà, municipios de Montevideo) són subdivisions administratives del departament de Montevideo. Es van crear pel decret 11.567 del 13 de setembre de 2009, ratificat posteriorment.

## Divisions
Actualment hi ha vuit municipis a Montevideo (de la lletra A a la G, tenint en compte el dígraf CH), cadascun dels quals té un alcalde (alcaldía) propi i un cert grau d'autonomia per prendre decisions a nivell local. No obstant això, els municipis de Montevideo operen sota la jurisdicció de la Intendència Municipal de Montevideo (IMM), l'òrgan executiu del departament i de la seva capital, governat actualment per la intendenta Ana Olivera (Front Ampli).

### A
Amb una població d'aproximadament 155.000 habitants, el municipi A està format per zones urbanes i rurals de l'oest i nord-oest del departament. Unes 20.000 persones viuen a la zona rural del municipi, el qual es troba compost pels barris de Belvedere, Villa del Cerro, La Teja, Nuevo París, Pajas Blancas, Paso de la Arena, Prado (nord), Santiago Vázquez, Sayago (oest), i Tres Ombúes-Pueblo Victoria, entre d'altres.
El municipi limita amb el departament de San José, a l'oest, i amb el municipi G al nord. El riu Santa Lucía forma la seva frontera natural.

### B

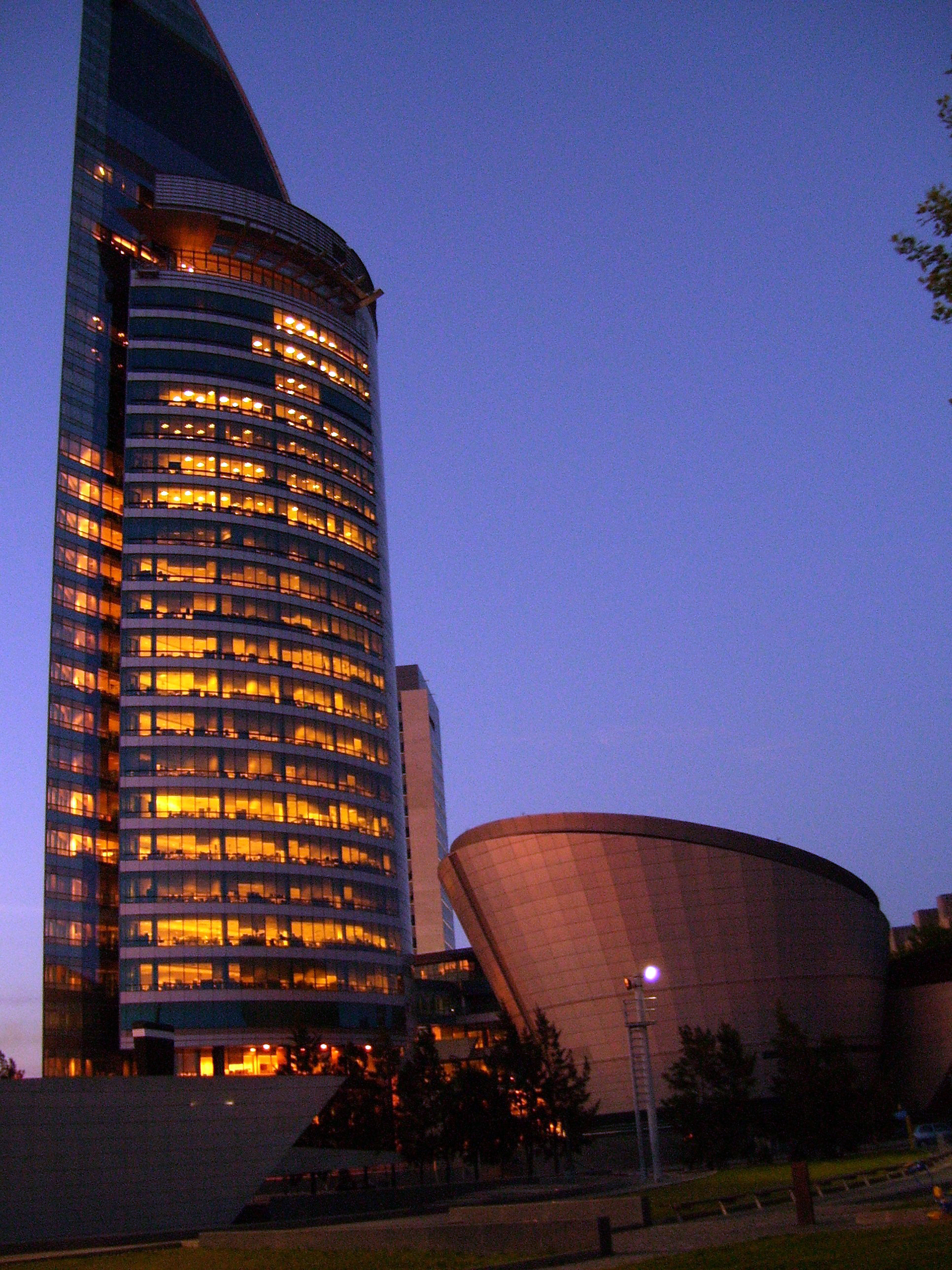
Torre Antel de Telecomunicacions.

Aquest municipi comprèn la zona cèntrica del sud del departament. S'estén al llarg de la franja del Riu de la Plata, i a més de ser el cor financer de la ciutat, també és seu del nucli antic. Està format pels barris següents: La Aguada, Barrio Sur, Centro, Ciudad Vieja, Cordón, Palermo, i Parque Rodó.

### C
- El municipi C[4]

- CCZ 3: Aguada (Nord-est), Barrio Artigas (Larrañaga), Brazo Oriental, Goes, Jacinto Vera, Krüger, La Comercial (Nord), La Figurita, Larrañaga (Nord), Reducto, Simón Bolívar, Villa Muñoz.
- CCZ 15: Aires Puros (Sud-oest), Atahualpa, Cerrito (Sud-est), Cristóbal Colón, Nueva Savona, Parque Posadas, Prado, Solís.
- CCZ 16: Diecinueve de Abril, Bella Vista, Capurro, Prado (Sud), Reducto San Martín.

### CH
- Municipi CH[8]

- CCZ 4: Buceo (Nord-oest), La Blanqueada (Oest), Larrañaga (Sud), Parque Batlle (Nord), Tres Cruces.
- CCZ 5: Buceo (Sud-oest), Parque Batlle (Sud), Pocitos, Pocitos Nuevo, Punta Carretas, Trouville, Villa Biarritz, Villa Dolores.

### D
- Municipi D[11]

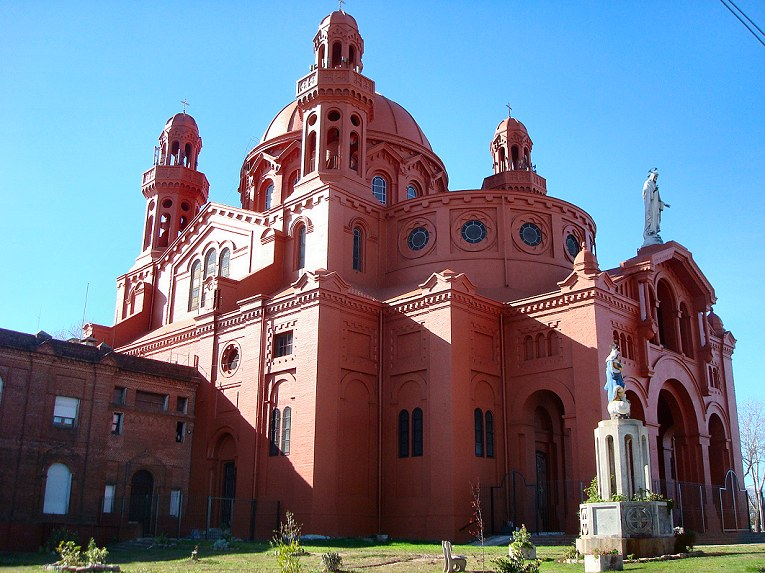
Santuari Nacional del Cerrito.

- CCZ 10: Barrio Cirilo, Barrio Franco, Boizo Lanza, Bola de Nieve, Buenos Aires, La Selva, Manga, Piedras Blancas (Oest), Plus Ultra, Toledo Chico, Trasatlántico.
- CCZ 11: Aires Puros (Nord-est), Bonomi, Barrio Borro, Casavalle, Cerrito, Cóppola, Fraternidad, Instrucciones, Jardines de Instrucciones, Joanicó, La Unión (Nord), Las Acacias, Marconi, Mercado Modelo (Nord-est), Municipal, Pérez Castellanos, Plácido Ellauri, Porvenir, Puerto Rico, San Lorenzo, Villa Española (Sud-oest).

### E
- Municipi E[16]

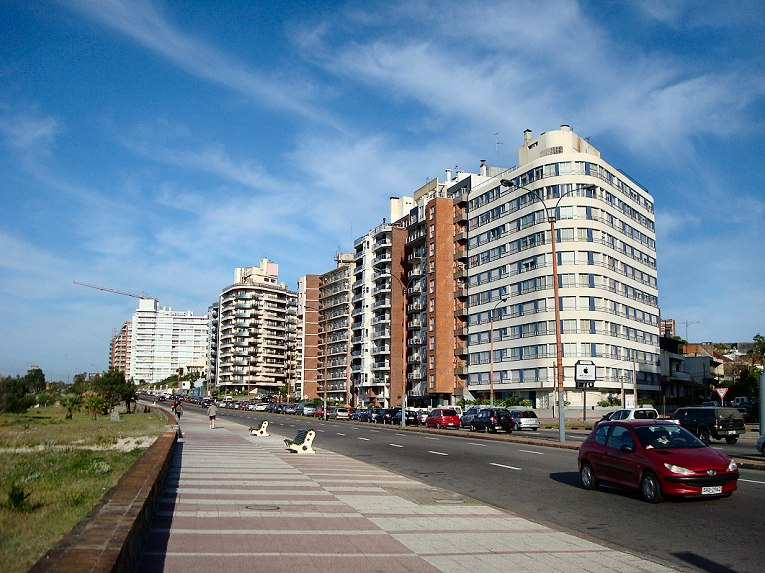
La Rambla de Malvín.

- CCZ 6: La Blanqueada (Est), La Unión, Malvín Norte.
- CCZ 7: Buceo (Est), Malvín, Malvín Nuevo, Punta Gorda.
- CCZ 8: Carrasco (Nord), Carrasco (Sud), Fortuna, Ideal, Jardines de Carrasco, La Cruz de Carrasco (Sud), Las Canteras (Sud), Parque Rivera, Punta Gorda (Nord).

### F
- Municipi F[20]

- CCZ 9: Bañados de Carrasco, Bella Italia, Curva de Maroñas, Flor de Maroñas, Ideal, Industrial, Ituzaingó, Jardines del Hipódromo, La Cruz de Carrasco (Norte), Las Canteras (Norte), Málaga, Km. 16 Cno. Maldonado, Manga Rural (Este), Parque Guaraní, Piedras Blancas (Este), Punta de Rieles, Villa Española (Nord-est), Villa García.

### G
- Municipi G[22]

- CCZ 12: Abayubá, Colón, Cuchilla Pereyra, Lezica, Melilla, San Bartolo.
- CCZ 13: Conciliación, Lavalleja, Paso de las Duranas, Peñarol, Prado Chico, Prado (Nord), Sayago.